# Eucereon abdominale
Eucereon abdominale là một loài bướm đêm thuộc phân họ Arctiinae, họ Erebidae.